# Белая гвардия (телесериал)
«Белая гвардия» — российский телесериал (8 серий), снятый Сергеем Снежкиным по одноимённому роману и рассказу «Я убил» М. А. Булгакова. Премьерный показ состоялся 3 марта 2012 года на телеканале «Россия-1».

## Сюжет
Фильм повествует о тяжёлых годах Гражданской войны, рассказывая о судьбе семьи Турбиных, попавших в круговорот сложных событий зимы 1918—1919 годов в Киеве. Основой для сюжета фильма является роман Михаила Афанасьевича Булгакова «Белая гвардия». Исторический фон фильма — падение Украинской державы гетмана Скоропадского, взятие Киева войсками УНР и их последующее бегство под ударами Красной Армии.
Главный герой Алексей Турбин — военный медик, много повидавший и переживший за три года мировой войны. Он является одним из тех десятков тысяч русских офицеров, которые после революции оказались в ситуации полной неопределенности в политической и частной жизни. Многие из них пошли на службу гетману Скоропадскому и его умеренному режиму под немецким протекторатом, считая его меньшим злом по сравнению с уже отметившимися в Киеве красным террором против офицеров и интеллигенции большевиками. Однако Германская империя потерпела поражение на фронтах Первой мировой войны, гетман бежал вместе с немцами, и немногочисленные русские офицеры и кадеты остались единственной силой, способной встать на пути идущих к Киеву петлюровцев.

## В ролях
- Константин Хабенский — Алексей Васильевич Турбин, военный врач
- Михаил Пореченков — Виктор Викторович Мышлаевский, поручик артиллерии
- Евгений Дятлов — Леонид Юрьевич Шервинский, личный адъютант гетмана Скоропадского
- Андрей Зибров — Александр Брониславович Студзинский, штабс-капитан
- Янина Студилина — Анюта (Аннушка), служанка
- Сергей Брюн — Илларион Суржанский («Лариосик»)
- Николай Ефремов — Николай (Николка) Турбин, унтер-офицер
- Ксения Раппопорт — Елена Васильевна Турбина-Тальберг
- Сергей Гармаш — Козырь-Лешко, петлюровский полковник
- Юрий Ицков — Василиса (Василий Иванович Лисович), сосед Турбиных
- Евгения Добровольская — Ванда Михайловна Лисович
- Фёдор Бондарчук —  Михаил Семёнович Шполянский, подпоручик-футурист, большевистский агент
- Алексей Серебряков — Феликс Най-Турс, гусарский полковник
- Мария Луговая — Ирина Най-Турс, сестра Феликса
- Ирина Скобцева — Мария Францевна Най-Турс, мать Феликса
- Оксана Базилевич — Лидия Павловна, экономка в доме Най-Турс
- Евгений Стычкин — подпоручик артиллерии Фёдор Степанов (Карась)
- Сергей Шакуров — гетман Скоропадский
- Сергей Барковский — отец Александр
- Александр Ильин — директор гимназии
- Кирилл Жандаров — прапорщик Страшкевич, оружейный командир бронемашины
- Артур Смольянинов — адъютант Сашко Бойко
- Екатерина Вилкова — Юлия Рейсс
- Евгений Ефремов — Волк
- Владимир Вдовиченков — Плешко, капитан, командир дивизиона бронеавтомобилей
- Юрий Стоянов — Блохин, генерал-майор
- Алексей Гуськов — Малышев, подполковник, командир мортирного дивизиона
- Иван Краско — Максим, бывший инспектор гимназии
- Артур Ваха — поручик Заманский
- Игорь Верник — унтер-офицер Щур, водитель бронемашины
- Сергей Трифонов — буржуй
- Игорь Черневич — Сергей Иванович Тальберг
- Максим Леонидов — усатый офицер
- Ксения Кутепова — мама Турбиных
- Андрей Ургант — мажордом гетмана
- Дмитрий Лысенков — Иван Русаков, поэт-сифилитик
- Михаил Вассербаум — Яков Фельдман
- Виталий Коваленко — доктор
- Борис Соколов — доктор
- Игорь Яцко — Горболаз
- Игорь Головин — штабс-капитан Шехтер
- Маргарита Бычкова — стенографистка
- Игорь Кваша — текст от автора

## Съёмочная группа
- Автор сценария: Марина Дяченко, Сергей Дяченко, Сергей Снежкин
- Режиссёр: Сергей Снежкин
- Оператор: Сергей Мачильский R.G.C.
- Художник: Григорий Пушкин, Дмитрий Онищенко
- Композитор: Юрий Потеенко
- Художник по костюмам: Патрахальцева Татьяна
- Продюсеры: Сергей Мелькумов, Антон Златопольский

## Создание фильма
Фильм снимался в Санкт-Петербурге, Выборге (на Крепостной улице) и Киеве (Андреевский спуск, Андреевская церковь и др.)

## Запрет к прокату на Украине
28 июля 2014 года Министерство культуры Украины лишило прокатных удостоверений фильм «Поддубный» и сериал «Белая гвардия». По мнению экспертов ведомства, они «демонстрируют пренебрежение к украинскому языку, народу и государственности», а «отдельные факты искажены и переписаны в пользу России».

## Рецензии
- Владимир Бондаренко. Провал «Белой гвардии» // Киевский телеграф, 17.03.2012.
- Олесь Бузина. Белогвардейцы-самозванцы в восьми скучных сериях // Сегодня, 30.03.2012.
- Андрей Воронцов. У холодного очага Турбиных // Литературная газета, № 9 (6360), 07.03.2012.